# Aérodrome d'Hounslow

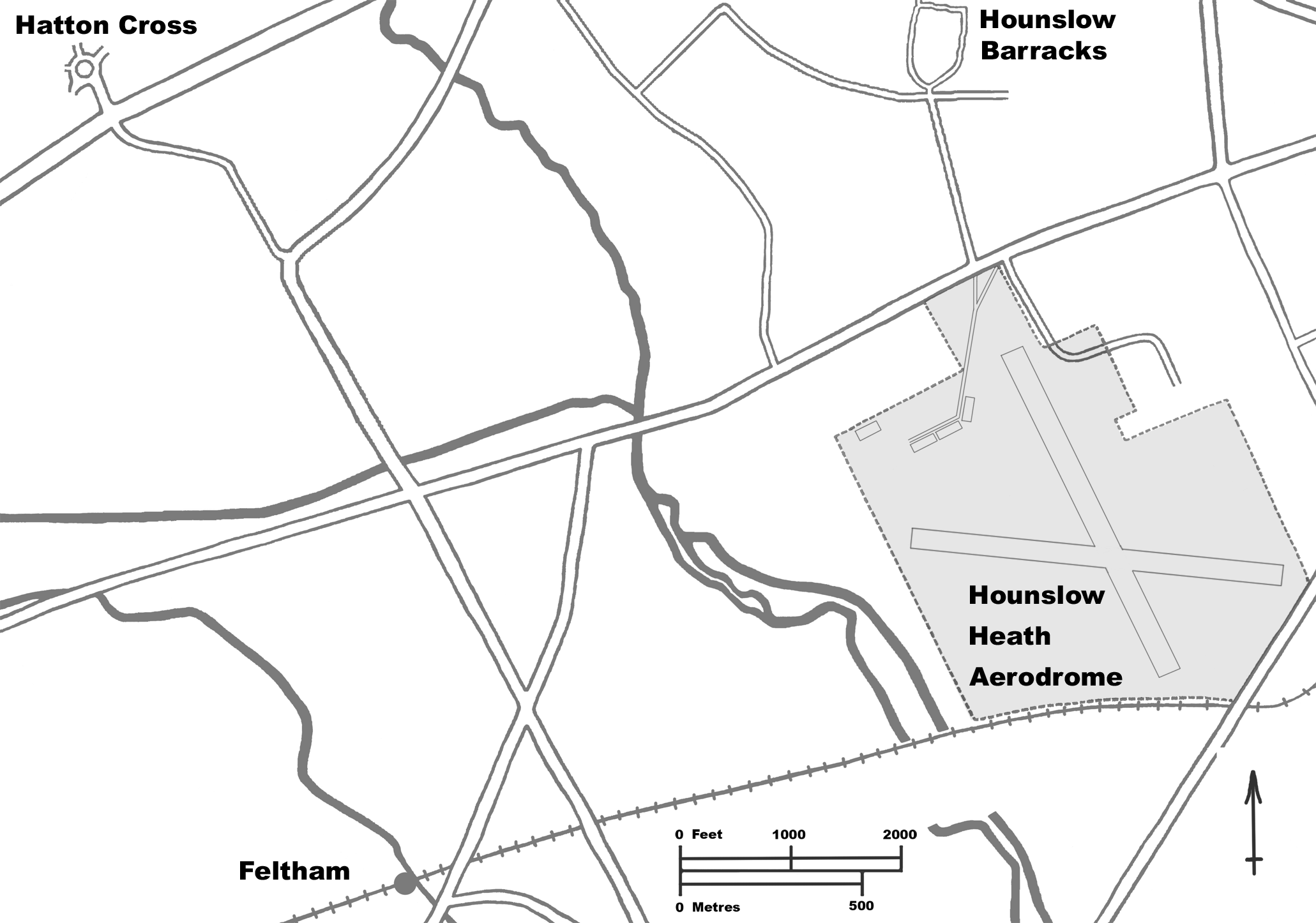
Carte montrant l'aérodrome d'Hounslow superposé sur une carte de 2011

L'aérodrome d'Hounslow (en anglais : Hounslow Heat Aerodrome ou Hounslow Aerodrome) est un terrain d'aviation herbeux opérationnel entre 1914 et 1920 à Hounslow dans la banlieue ouest de Londres. 

## Historique
Le 14 octobre 1914, quelques jours après le début de la Première Guerre mondiale, le Royal Flying Corps prend possession du terrain le transformant au cours des mois en base aérienne. La Royal Air Force (créée en avril 1918) abandonne le terrain à une activité civile en 1919 et, cette même année, Hounslow accueille la première liaison internationale quotidienne desservant l'aéroport parisien du Bourget.

## Source
- (en) Cet article est partiellement ou en totalité issu de l’article de Wikipédia en anglais intitulé « Hounslow Heath Aerodrome » (voir la liste des auteurs).